# Simnani
Els Simnani o Semnani foren una família o gruo de famílies d'origen geogràfic a Simnan, que també es coneixia amb el sobrenom de Dar al-Wuzarap. Els visirs originaria de la ciutat portaven la nisba Simnani i foren especialment destacats sota els il-kans mongols quan els més coneguts pertanyien a dues famílies relacionades, ambdues descendents d'homes importants al servei dels xas de Coràsmia. Aquests llinatges es caracteritzaven pel seu matrimoni entre famílies de figures religioses i per la seva activitat militar al servei del règim.

## Timúrides
Una família es pot rastrejar a mitjans del segle XIV, poc abans de l'arribada al poder de Tamerlà, però no connecta directament amb els visirs timúrides d'origen Simnani. Sembla que al final dels il-kans l'aparició de noves dinasties va portar oportunitats a diferents famílies, o almenys a diferents línies dins d'aquestes. Un llinatge menys destacat va superar els dos períodes. S'esmenta un visir Izz al-Din Tahir Simnani actiu a Khorasan a finals del segle XIV, els nets dels quals Ali Jaqfar i Ala al-Dawla servien al governant de Mazanderan. També s'esmenta a les fonts timúrides la mort del fill d'Ali Jafar a Samarcanda el 1409–10 i d'un Ala al-Dawla Simnani al dıwan de Khalil Sultan.
Els visirs més destacats durant el regnat de Tamerlà van ser Nizam al-Din Yahya Simnani i els seus fills, però la seva relació amb els anteriors funcionaris de Simnani és impossible de determinar. Yahya podria haver entrat al servei de Tamerlà per part d'Ahmad ibn Uways Jalayir. Quan Yahya va morir, el seu fill Khwaja Masqud el va succeir en el visirat, càrrec que després va ser heretat per un germà Sharaf al-Din Ali, que encara servia a l'època de la mort de Tamerlà. A la mort de Sharaf al-Din Ali, es va traslladar del dıwan de Khalil Sultan al de Xah Rukh, però després no en sabem gairebé res. El seu fill Shams al-Din Muhammad Mushrif, no obtant, va tenir una carrera reeixida tot i que va ser destituït del dıwan de Xah Rukh el 1408–09, el 1409–10 se li va confiar una missió important amb Sayyid Murtada de Sari i Amol. El 1418–19 fou nomenat per compartir càrrec al dıwan de Xah Rukh amb Ghiyath al-Din Pir Ahmad i, a la campanya de l'Azerbaidjan de Xah Rukh del 1420–21, va anar a Tabriz per organitzar la ciutat amb Baysunghur i Alikeh Kukeltaix. Finalment, el 1421 va morir en batalla, com havia fet el seu oncle Khwaja Masqud. Pel que es sap, el servei del llinatge de Yahya Simnani va acabar amb la mort de Shams al-Din Muhammad.

## Branca sota Xah Rukh
Durant el regnat de Xah Rukh es veu el protagonisme creixent d'una altra família Simnani i dels seus protegits: els Balicha. Segons Khwandamir, Simnan tenia dues grans famílies locals, els Balicha i els Bahrami. Els més visibles d'aquests eren els Balicha, que són esmentats amb respecte, amb un fons aristocràtic. Els més emparentats eren tres germans, fills de Jalal al-Din Mahmud Balicha Simnani, un home que no apareix esmentat en cap altre lloc. El fill esmentat primer és Nizam al-Din Ahmad, que va ser acomiadat del dıwan de Baysunghur el 1425 i posteriorment desapareix de la història. El gran avanç en la fortuna d'aquesta família es va produir amb l'escàndol del dıwan de 1441, quan el germà de Nizam al-Din Ahmad, Shams al-Din Ali Balicha, va aconseguir desacreditar a Ali Xaqani i guanyar la posició de visir conjunt. El seu èxit en fer-ho, en contra dels desitjos de Ghiyath al-Din Pir Ahmad Khwafi, suggereix un fort mecenatge. Shams al-Din Ali va romandre al dıwan fins després de la mort de Xah Rukh, quan ell i Pir Ahmad van reaparèixer primer a Simnan, després a Yazd. La lluita per la successió després de la mort de Xah Rukh va ser un període perillós per a tots els interessats, i Shams al-Din Ali va morir ben aviat, probablement en desgracia. El seu germà gran Wajih al-Din Ismaqil va guanyar protagonisme només després de la mort de Xah Rukh; Abu l-Qasim Babur el va posar al capdavant del aqla dıwan-i. Després de la mort d'Abu l-Kasim va servir al fill d'aquest, Xah Mahmud. No obstant això, quan la fortuna de Shah Mahmud va disminuir i Wajih al-Din es va unir al vencedor, Mirza Ibrahim ibn Ala al-Dawla, la seva sort va cedir; el 1456–57 va patir empresonament, va ser torturat i, poc després, va morir

## Branca indeterminada
Un altre funcionari que va guanyar protagonisme durant el regnat de Xah Rukh va ser Muizz al-Din Malik Husayn ibn Izz al-Din Muhammad Balicha Simnani, aparentment d'una altra branca de la família Balicha. Potser va estar fora de favor a principis del regnat de Xah Rukh ja que el 1415-16, segons Fasih Khwafi, va deixar Siraz cap a la Meca, a causa de les activitats de Sayyid Fakhr al-Din Ahmad. Tanmateix, el 1423–24 era una de les tres persones designades per dirigir el dıwan. Se sap que va dotar un ıwan a la mesquita de Simnan el 1424–25, amb els seus propis diners. Malik Husayn no és esmentat al dıwan central després d'això, però va continuar la seva carrera a Fars. És gairebé segur que és el mateix que el Khwaja Malik Simnani esmentat en diverses fonts, amb una important responsabilitat militar i administrativa. El 1436–37, Xah Rukh va enviar un destacament sota les ordres de Khwaja Malik Simnani, Xaqmaq Xami i Amir Ghunaxirin per donar suport al seu protegit al regne d'Ormuz.117 El 1441-42, quan l'administració de Fars estava vacant, Xah Rukh va donar el seu govern a Khwaja Malik i es va convertir en un membre de la jirga dels grans emirs de Fars. Va morir el 1443–44.
De la família Bahrami de Simnan hi molt poca informació. Un visir actiu en la lluita per la successió després de la mort de Xah Rukh podria haver estat un membre: Khwaja Ghiyath Muhammad ibn Taj al-Din Bahram Simnani, que va dotar-se d'un bany a Simnan durant el regnat d'Abu l-Kasim Babur, l'octubre-novembre de 1452 i que podria ser el Ghiyath al-Din Simnani a qui Babur va nomenar a l'administració tributària el 1451–52. Finalment, consta un visir Simnani descendent d'una important branca de la família Balicha per part de la seva mare i, per part del seu pare, d'un important Bahrami, que va fer la seva carrera durant els disturbis posteriors a la mort de Xah Rukh. Es tracta de Qutb al-Din Taus, visir d'Abu l-Kasim Babur i administrador principal d'Abu Said. Segons Khwandamir, Abu l-Kasim li va mostrar el seu favor atorgant-li Simnan com a soyurgal, estipulant que cap administrador extern havia de posar els peus a la regió. Qutb al-Din va servir a Sultan Husayn Bayqara al començament del seu regnat.
Els llinatges esmentats anteriorment són els més visibles, però diversos altres membres del dıwan amb la nisba Simnani van estar actius en l'administració timúrida. Un destacat i poderós visir Simnani, que va servir al final del regnat de Tamerlà i al començament de Xah Rukh, ja havia mort abans; es tracta de Ghiyath al-Din Salar Simnani, que va ser visir de Tamerlà abans de la seva mort. De Ghiyath al-Din Salar se'n sap molt poc, malgrat la seva riquesa i protagonisme. Ni el nom del seu pare ni el dels seus fills apareixen a les fonts i, per tant, no pot ser situat dions a les famílies; la moderna família Simnani reclama descendència d'ell.

## Decadència
A partir de mitjans de segle, però, les fortunes dels Simnani semblen haver disminuït i, sota Sultan Husayn, després de la retirada de Qutb al-Din Taus, els visirs Simnani no són destacats.
Trobem als jutges de Simnan esmentats al servei judicial sota els timúrides o també sota els il-kans. El 1414, Xah Rukh va enviar el cadi de Simnan, Ghiyath al-Din, a raonar (sense èxit) amb el seu nebot Iskandar a Esfahan, i, al final de la vida de Xah Rukh, trobem un Mawlana Jamal Islam Simnani, conegut com a qadıbacha, utilitzat de nou com a enviat.

## Consideracions generals
Tot i que no es poden connectar directament els visirs Simnani dels timúrides amb els que van servir els il-kans, les carreres i les característiques dels visirs coneguts mostren continuïtats significatives. En ambdós períodes, diversos visirs Simnani van ser visibles tant en funcions militars com administratives. Shams al-Din Sain Qadi, sota els injúides, i Muizz al-Din Malik Husayn, sota els timúrides, comandaven tropes importants, mentre que en el període timúrida, Masud ibn Yahya i el seu nebot Shams al-Din Muhammad Mushrif van morir en la batalla. Potser no és casualitat que tant Sain Qadi com Malik Husayn estiguessin actius a Fars, on nombrosos visirs eren importants com a comandants militars. Com que també trobem a Malik Husayn Simnani servint al consell d'emirs de Fars, pot ser que alguna identitat militar continués dins de la família. També trobem el títol o el nom de Malik entre els visirs Simnani tant en el període mongol com en el timúrida: aquest havia estat utilitzat per importants emirs sota els xas de Coràsmia, i els visirs Simnani podrien haver-lo utilitzat per referir-se a avantpassats il·lustres.
És clar també que, tant en els períodes Ilkhànida com Timúrida, alguns dels funcionaris Simnani eren aristòcrates amb una forta base de poder local. Khwandamir afirma que les famílies Balicha i Bahrami feien obeir a la regió de Simnan i li donaven protecció. El patrocini arquitectònic local dels visirs és un altre indici de la seva participació continuada, així com la longevitat de les famílies locals. El que no veiem entre els visirs Simnani és una continuïtat directa dels llinatges. Sembla que a finals del segle XIV, diverses famílies produïen visirs.
Aquest patró s'assembla al que es troba a Khwaf i probablement reflecteix un mètode similar de formació i reclutament. Les carreres dels visirs timúrides de Khwaf i Simnan mostren certes similituds amb les dels visirs anteriors sota els seljúcides i els il-kans, però també diferències significatives. En primer lloc, com he demostrat, poques vegades veiem famílies individuals mantenint una forta presència al visirat durant un llarg període; els llinatges canvien. Una altra diferència significativa, potser relacionada amb aquesta última, és la manca de nepotisme significatiu dins de l'administració timúrida. Entre els visirs Simnani hi ha parents familiars propers, però la majoria de les vegades es substituïen mútuament, com en el cas de Sharaf al-Din Ali Balicha i el seu germà Wajih al-Din Ismail. Tot i que durant un temps sota Tamerlà Sharaf al-Din Ali Simnani i el seu fill Shams al-Din Muhammad van servir simultàniament en diferents dıwans, Sharaf al-din Ali desapareix de les històries a principis del regnat de Xah Rukh. A diferència de Nizam al-Mulk sota els seljúcides i els juwaynis i Rashid al-Din sota els il-kans, els visirs timúrides de Khwaf i Simnan no semblen haver portat un gran nombre de parents al càrrec. Com que evidentment hi va haver una separació deliberada dels membres de la família dels amirs durant el primer període timúrida, és possible que es seguís el mateix mètode per als alts funcionaris.